# Prelez, Razgrad
Prelez (în bulgară Прелез) este un sat în comuna Zavet, regiunea Razgrad,  Bulgaria. 

## Demografie
Componența etnică a satului Prelez
     Turci (93,75%)
     Bulgari (1,99%)
     Nicio identificare (4,24%)
     Altele (0%)
La recensământul din 2011, populația satului Prelez era de 753 locuitori. Din punct de vedere etnic, majoritatea locuitorilor (93,75%) erau turci, cu o minoritate de bulgari (1,99%). Pentru 4,24% din locuitori nu este cunoscută apartenența etnică.